# Пруды Била-Вайсиг
Пруды Била-Вайсиг (нем. Teichgebiet Biehla-Weißig, в.-луж. Hatowa krajina Bĕła - Wysoka) — охраняемая территория, заповедник на северо-западе района Баутцен, федеральная земля Саксония, Германия.

## География
Ближайший город — Каменц, расположенный южнее заповедника. На юге заповедника находится населённый пункт Била (в городских границах Каменца) и на севере — населённый пункт Вайсиг коммуны Ослинг. На севере заповедника проходит автомобильная дорога K9226 (участок Штрасгребхен — Вайсиг), на востоке — автомобильная дорога K9224 (участок Вайсиг — Мильштрих) и на западе — автомобильная дорога S94 (участок Штрасгребхен — Била).

## Описание
Площадь заповедника — 8,62 квадратных километров. Основан в 1998 году и поставлен под охрану в 2003 году.
Представляет собой низменность с промежуточными болотами, прудами с выраженным заилением, проточными водами, влажными пастбищами, пустошами и болотистыми, дубовыми и хвойными лесами. На территории заповедника находятся около десятка небольших прудов и четыре крупных пруда: Билар-Гростайх (Bielar Großteich), Хорсттайх (Chorssteich), Альтер-Тайх (Alter Teich) и Вайсигер-Гростайх (Weißiger Großteich, Wysočanski wulki hat).